# Naturschutzgebiet Hestrige
Koordinaten: 51° 17′ 54,1″ N, 8° 17′ 16,3″ O
Das Naturschutzgebiet Hestrige mit einer Flächengröße von 4,12 ha liegt östlich von Horbach im Stadtgebiet von Meschede. Es wurde 2020 vom Kreistag des Hochsauerlandkreises mit dem Landschaftsplan Meschede als Naturschutzgebiet (NSG) ausgewiesen. Von 1994 bis 2020 gehörte die heutige NSG-Fläche zum Landschaftsschutzgebiet Meschede.

## Gebietsbeschreibung
Beim NSG handelt es sich um den unteren Teil eines rechten Horbach-Zulaufs mit den daran angrenzenden Waldbereichen. Im unmittelbaren Kontakt zum Fließgewässer stockt hier ein 
Laub-Mischbestand mit relativ hohem Roteichen-Anteil, dessen reichhaltige Krautschicht Elemente von Feuchtwäldern enthält. Weiter südlich schließt sich auf dem stärker geneigten Unterhang des ansteigenden Bergsporns ein dichter Eichen-Hainbuchenwald an. Die talseitigen Randbereiche des NSG werden durch sehr unterschiedliche Fließgewässer geprägt. Im Westen trennt der im Zuge einer Hennetalsperren-Beileitung naturfern ausgebaute Horbach das Gebiet abrupt von einer ackerbaulichen Nutzung des Talraums. Im Norden bestehen gleitende Übergänge der Grünland-Fließgewässer-Wald-Verbindung mit einem naturnahen Bachlauf, weit in den Wald reichenden Feuchtstandorten und einem gehölzbestandenen Steilufer auf der rechten Bachseite. Diese standörtliche Vielfalt wird im Südteil durch ein schmales Felsband und den trockeneren Eichen-Hainbuchenwald ergänzt.

## Schutzzweck
Zum Schutzzweck des NSG führt der Landschaftsplan auf: „Schutz eines standörtlich vielfältigen, artenreichen Laubwaldes, der im Nordteil stark gewässerbeeinflusst ist und im Süden eher die potenziell natürliche Lebensgemeinschaft der rel. trockenen Unterhanglagen repräsentiert; Erhaltung des naturnahen Horbach-Zuflusses mit der von ihm beeinflussten strukturreichen Umgebung; weitere Gebietsoptimierung durch langfristige Verwendung bodenständiger Baumarten auch im Nordteil und durch die Klarstellung des Vorrangs einer eventuellen künftigen Horbach-Renaturierung.“